# Ulf Lundvik
Carl Ulf Vilhelm Lundvik, född den 19 oktober 1916 i Matteus församling, Stockholm, död den 19 maj 1988 i Farsta församling, Stockholm
, var en svensk jurist och ämbetsman. Han var son till politikern Vilhelm Lundvik.

## Biografi
Efter jur. kand-examen vid Uppsala universitet 1942 gjorde Lundvik tingstjänstgöring 1942–1945 och blev fiskal vid Göta hovrätt 1946. Han blev assessor 1952 innan han utnämndes till hovrättsråd 1958 och sedan till justitieråd 1966.
Mellan 1952 och 1960 hade Lundvik lagstiftningsuppdrag i Justitiedepartementet, han var ställföreträdande justitieombudsman 1956–1961 och ledamot av Lagberedningen 1960–1967 samt justitieombudsman 1968–1978.
Lundvik är begravd på Råcksta begravningsplats.